# Mariaeia kivensis
Mariaeia kivensis är en fjärilsart som beskrevs av Abel Dufrane 1945. Mariaeia kivensis ingår i släktet Mariaeia och familjen snigelspinnare. Inga underarter finns listade i Catalogue of Life.